# Avengers: Hồi kết
Avengers: Hồi kết (tựa gốc tiếng Anh: Avengers: Endgame) là phim điện ảnh siêu anh hùng Mỹ ra mắt năm 2019, do Marvel Studios sản xuất và Walt Disney Studios Motion Pictures phân phối độc quyền tại thị trường Bắc Mỹ. Phim là phần thứ tư của loạt phim Avengers, sau Biệt đội siêu anh hùng (2012), Avengers: Đế chế Ultron (2015) và Avengers: Cuộc chiến vô cực (2018), đồng thời cũng là phim điện ảnh thứ 22 của Vũ trụ Điện ảnh Marvel (MCU). Hai anh em Anthony và Joe Russo chịu trách nhiệm đạo diễn bộ phim, với phần kịch bản do Christopher Markus và Stephen McFeely đảm nhiệm. Phim có sự tham gia diễn xuất của Robert Downey Jr., Chris Evans, Mark Ruffalo, Chris Hemsworth, Scarlett Johansson, Jeremy Renner, Don Cheadle, Paul Rudd, Brie Larson, Karen Gillan, Danai Gurira, Benedict Wong, Jon Favreau, Bradley Cooper, Gwyneth Paltrow, Chadwick Boseman, Letitia Wright và Josh Brolin. Trong phim, các thành viên còn sống sót của nhóm Avengers cùng các đồng minh hợp tác với nhau để đảo ngược lại những hậu quả mà Thanos đã gây ra trong Avengers: Cuộc chiến vô cực.
Bộ phim được công bố vào tháng 10 năm 2014 với tên gọi Avengers: Infinity War – Part 2, nhưng Marvel sau đó đã loại bỏ tiêu đề này. Anh em nhà Russo được xác nhận tham gia dự án với vai trò đạo diễn vào tháng 4 năm 2015, còn Markus và McFeely ký hợp đồng biên kịch cho phim một tháng sau đó. Avengers: Hồi kết đóng vai trò là phần kết cho câu chuyện của MCU cho đến hết Giai đoạn 3, đồng thời kết thúc mạch truyện cho một số nhân vật chính. Nội dung phim cũng lấy lại một số cảnh phim từ các bộ phim trước đó, sử dụng lại các diễn viên, bối cảnh và phần âm nhạc của các phần phim trước đó. Dự án bắt đầu được bấm máy vào tháng 8 năm 2017 tại Pinewood Atlanta Studios ở quận Fayette, Georgia, quay liền tiếp với Avengers: Cuộc chiến vô cực và đóng máy vào tháng 1 năm 2018. Quá trình quay phim bổ sung diễn ra tại vùng đô thị Atlanta và Downtown Atlanta, bang New York, Scotland và Anh. Tựa đề Avengers: Hồi kết chính thức được công bố và trailer đầu tiên của phim được đăng tải trực tuyến vào ngày 7 tháng 12 năm 2018. Với kinh phí ước tính khoảng 356–400 triệu USD, Avengers: Hồi kết là một trong những phim điện ảnh đắt đỏ nhất từng được thực hiện.
Hãng Disney đã ủng hộ Avengers: Hồi kết bằng các chiến dịch tiếp thị lớn. Phim đã công chiếu tại Trung Quốc, Úc và một vài khu vực ở Châu Á và Châu Âu vào ngày 24 tháng 4 năm 2019, và tại Hoa Kỳ vào ngày 26 tháng 4 năm 2019, dưới định dạng IMAX và 3D. Tại Việt Nam, phim được khởi chiếu từ ngày 26 tháng 4 năm 2019, dưới định dạng 2D, 3D và IMAX. Bộ phim đã nhận được lời khen ngợi về cách đạo diễn, diễn xuất, giá trị giải trí và trọng lượng cảm xúc, với các nhà phê bình ca ngợi đỉnh cao của câu chuyện xuyên suốt 22 phần phim. Phim thu về 2.798 tỷ USD toàn cầu, vượt qua doanh thu Avengers: Cuộc chiến vô cực chỉ trong vòng 7 ngày, phá vỡ nhiều kỉ lục phòng vé và là phim có doanh thu cao nhất năm 2019, đồng thời cũng là phim có doanh thu cao nhất mọi thời đại từ tháng 7 năm 2019 đến tháng 3 năm 2021. Tại Việt Nam, phim đạt doanh thu hơn 279 tỉ VND, trở thành phim điện ảnh có doanh thu cao nhất mọi thời đại tại Việt Nam vào thời điểm đó, trước khi bị Bố già vượt lên vào năm 2021. Phim đã nhận được nhiều giải thưởng và đề cử, bao gồm cả đề cử cho Hiệu ứng hình ảnh xuất sắc nhất tại Lễ trao giải Oscar lần thứ 92, 3 đề cử tại Giải Critics' Choice lần thứ 25 (thắng hai) và 1 đề cử cho Hiệu ứng hình ảnh đặc biệt tại Giải thưởng điện ảnh Viện hàn lâm Anh Quốc lần thứ 73.

## Nội dung
Phim khởi đầu sau sự kiện Infinity War năm 2018, Clint Barton (Hawkeye) cùng vợ con đi dã ngoại trong thời gian bị quản thúc. Ngay khi anh rời mắt khỏi gia đình mình một lát, họ tan biến thành tro bụi do là nạn nhân của sự kiện Búng tay. Ba tuần sau, Carol Danvers (Captain Marvel) tìm thấy Tony Stark (Iron Man) đang bị thương và Nebula trôi dạt ngoài không gian trên con tàu vũ trụ Benatar sắp hết oxy, cô đưa họ về Trái Đất gặp lại những anh hùng còn sống sót khác, bao gồm Natasha Romanoff (Black Widow), Bruce Banner (Hulk), Steve Rogers (Captain America), Thor, Pepper Potts và James Rhodes (War Machine) và Rocket.
Cú búng tay đã làm bay màu hầu hết các thành viên mới của Đội Avengers, chỉ còn lại những thành viên chủ chốt nêu trên. Họ kế hoạch lấy lại những Viên đá Vô cực từ Thanos với ý định sử dụng chúng để đảo ngược sự kiện Búng tay. Dựa vào sóng gamma, họ tìm thấy Thanos tại một hành tinh xa xôi nơi mà hắn lại sử dụng các viên đá vào hai tuần trước. Tony Stark ở lại Trái Đất dưỡng thương, cả nhóm lên kế hoạch tiến công và dễ dàng bắt được Thanos nay đã suy yếu, nhưng hắn đã phá hủy các viên đá để không ai sử dụng chúng được nữa. Trong cơn tức giận, Thor chém đầu Thanos, hành động đã trở nên vô nghĩa vì được thực hiện quá muộn.
Năm năm sau, Trái Đất vẫn hoang tàn. Phần lớn anh hùng đã mỗi người một ngả, trong đó Danvers bay vào vũ trụ để giải quyết các hậu quả Thanos gây ra, còn Barton lấy biệt danh mới là Ronin và truy lùng xã hội đen trên khắp thế giới sau chuyện xảy ra với vợ con anh. Scott Lang (Ant-Man) cũng nằm trong danh sách những người mất tích, nhưng thực tế anh đang bị kẹt trong lượng tử giới. Sau khi tình cờ được giải thoát khỏi Lượng tử Giới nhờ một con chuột vô thức bước lên các nút điều khiển, Scott tìm hiểu nhanh chóng sự kiện búng tay, rồi đến trụ sở Avengers gặp Natasha và Steve. Từ trải nghiệm của bản thân, Scott cho biết năm năm vừa qua đối với anh chỉ là năm giờ bị mắc kẹt và du hành thời gian là có thể xảy ra. Cả ba tìm đến Tony, giờ đã kết hôn với Potts và có cô con gái nhỏ tên Morgan. Họ nêu giả thuyết quay lại quá khứ để thu thập các Viên đá Vô cực trước khi Thanos lấy được chúng. Stark từ chối vì lo sợ rủi ro xảy ra sẽ giết cả đội (vốn là gia đình mới trong tâm trí anh), cũng như sợ các rủi ro ảnh hưởng đến vợ con của mình. Vì vậy cả ba đành gặp Bruce, nay đã hợp nhất ý thức của mình với ngoại hình của Hulk và không còn phải trốn tránh xã hội. Hiểu biết về Lượng Tử Giới nằm ngoài chuyên môn khiến Bruce tạo ra cỗ máy có tác dụng ngược là đưa thời gian qua Scott. Cả nhóm trở nên bế tắc.
Được Potts động viên và nhớ lại bức ảnh chụp chung với Peter Parker cầm ngược bằng, Stark chế tạo thành công thiết bị để giải trừ nghịch lý nói trên, đồng thời trao lại chiếc khiên được sửa sang cho Rogers. Bruce bác bỏ đề xuất về quá khứ giết "em bé Thanos" của Rhodes, giải thích rằng việc thay đổi quá khứ sẽ không thay đổi hiện tại mà chỉ vô ích, vì chẻ nhánh những dòng thời gian song song. Bruce và Rocket đến Tønsberg, Na Uy, còn được gọi là New Asgard đang có những người Asgard còn sống sót định cư, để tìm Thor, giờ là một gã nghiện bia thừa cân và ham chơi điện tử với Korg và Miek. Tại Tokyo, Romanoff khuyên bảo Barton trở về Mỹ sau khi chứng kiến anh tàn sát một tổ chức Yakuza.
Các thành viên Biệt đội Avengers tập hợp và chia nhóm để quay lại quá khứ và thu thập đá Vô cực. Tất cả sự kiện sau diễn ra cùng lúc và chỉ trong vòng năm giây ở dòng thời gian chính:
- Tại New York năm 2012, Bruce, Steve, Scott và Stark xuất hiện ngay trong trận chiến thành phố này[c] rồi chia nhau đi lấy các viên đá Thời gian (Time Stone), Không gian (Space Stone) và Trí tuệ (Mind Stone). Tại Thánh đường Sanctum Sanctorum, Thượng cổ Tôn Giả (Ancient One) đồng ý cho Bruce mượn Viên đá Thời gian sau khi nghe chuyện Stephen Strange (Doctor Strange) đã tự giao nó cho Thanos. Rồi Bruce quay về hiện tại.
- Scott và Tony thất bại trong việc lấy khối Tesseract, vô tình tạo cơ hội để Loki lấy được và trốn thoát cùng nó. Cùng lúc ấy, Steve dễ dàng lấy được cây quyền trượng từ nhóm gián điệp của HYDRA trong S.H.I.E.L.D. chỉ bằng lời thì thầm "Hail HYDRA". Rồi anh bất ngờ gặp và phải đấu với chính mình trong quá khứ, do Loki đã trốn thoát và Steve lúc đó hiểu lầm rằng phiên bản Steve tương lai là Loki giả mạo. Steve hiện tại giành chiến thắng bằng mẹo tiết lộ Bucky Barnes còn sống, rồi đánh ngất đối thủ đang ngạc nhiên nhờ sức mạnh của cây trượng. Sau khi giao cây trượng cho Scott về trước, Tony cùng Captain tiếp tục quay về quá khứ.
  - Tại Trại Lehigh[d] năm 1970, hai người cải trang để lấy phiên bản cũ của khối Tesseract và thêm hạt Pym để quay về hiện tại. Ngay khi lấy được khối Tesseract, Stark vô tình gặp cha mình, Howard Stark, bấy giờ đang đợi đứa con chào đời. Cuộc gặp gỡ này giúp Stark hiểu được tấm lòng của bố mình, và anh đã tận dụng cơ hội này để gián tiếp cảm ơn ông. Trong khi đó, sau khi đánh cắp được một số hạt Pym từ phòng thí nghiệm của Hank Pym, Steve phải nấp ở nơi tình cờ là văn phòng của Peggy Carter, và thấy cô ở bên kia cửa sổ. Sau một khoảnh khắc trầm tư, Steve lặng lẽ rời đi. Gặp nhau ở bên ngoài, Steve và Stark cùng nhau quay về hiện tại.
- Tại Asgard năm 2013, ngay trước cuộc chiến với Dark Elf, trong lúc Rocket lấy Viên đá Thực tại (Reality Stone) bằng cách sử dụng thiết bị trích xuất Aether trong người Jane Foster,[e] Thor tái ngộ người mẹ Frigga, và mượn cây búa Mjolnir. Sau một hồi trò chuyện, Thor và Rocket tạm biệt Frigga và quay về hiện tại.
- Tại Morag năm 2014, Nebula và Rhodes ngồi chờ Peter Quill (Star-Lord) dẫn đường và đánh anh ta bất tỉnh, sau đó lấy dụng cụ mở cửa của anh ta và đi vào trong thu thập được Quả Cầu.[f] Rhodes trở về hiện tại cùng Viên đá Sức mạnh (Power Stone), nhưng Nebula bị mất kiểm soát do xung đột ý thức với chính mình trong quá khứ (2014) và kẹt lại ở Morag. Thanos (phiên bản quá khứ năm 2014) bắt được Nebula hiện tại và xem dữ liệu trong bộ nhớ của cô, nhờ đó hắn biết được kế hoạch của Biệt đội Avengers nhằm đảo ngược thành công hắn đã đạt được ở tương lai. Hắn cử Nebula phiên bản năm 2014 đến hiện tại và trà trộn vào trong Biệt đội Avengers. Thanos ở thời điểm này dù không nắm giữ đá vô cực, nhưng thực lực rất mạnh và hung hãn (sẽ mô tả trong phần phụ).
- Barton và Romanoff được giao con tàu vũ trụ Benatar, đặt chân đến hành tinh Vormir năm 2014, gặp linh hồn Red Skull để thu thập Viên đá Linh hồn (Soul Stone) và biết rằng ai muốn sở hữu Viên đá thì phải mất đi một người mà mình yêu quý. Sau một hồi tranh chấp, Romanoff chủ động buông tay rơi xuống vực sâu, để lại một mình Barton đau lòng quay về hiện tại với Soul Stone.

Sau khi trở về hiện tại cùng sáu Viên đá, những người còn lại mới hay tin Romanoff đã hi sinh nên đã dành thời gian mặc niệm cô ở bờ hồ. Sau khi bình tĩnh trở lại, họ lắp những viên đá vào một chiếc Găng tay Nano do Tony chế tạo. Bruce, người duy nhất vừa chịu được bức xạ gamma vừa có tinh thần đủ vững vàng, búng tay thành công để hồi sinh những người đã bị xóa sổ, mặc dù chiếc găng lẫn cánh tay phải của anh chịu tổn thương nặng từ các viên đá ngay khi đeo găng. Đúng lúc đó, Nebula quá khứ sử dụng cỗ máy thời gian để đưa Thanos và binh đoàn của hắn ở năm 2014 đến hiện tại. Trụ sở Avengers nhanh chóng bị phá hủy, và trong đống đổ nát, Barton tìm được chiếc Găng tay cùng sáu Viên đá. Nebula hiện tại thuyết phục Gamora quá khứ chống lại Thanos, rồi đành tiêu diệt bản thể quá khứ của mình vì cô ta không nghe lời. Thanos, giờ đây đã đổi ý, quyết định sử dụng các Viên đá để hủy diệt cả vũ trụ và tạo ra một vũ trụ mới không chút tàn dư của cái cũ.

Ba anh hùng đầu tiên thoát khỏi đống đổ nát là Steve, Tony và Thor hợp sức tấn công Thanos nhưng bị hắn áp đảo khá dễ dàng.
Thor từ một á thần sấm sét trở nên vô dụng với thân hình béo ục ịch hiện tại, còn Tony lại không thể nhanh và mạnh bằng Thanos nên nhanh chóng bại trận. Việc Steve sử dụng búa Mjolnir giải cứu Thor chỉ giúp anh trụ được lâu hơn một lúc trước khi bị hắn phá huỷ chiếc khiên. Do chưa từng có kinh nghiệm chiến đấu với một eternal hiếu chiến như Thanos, lại chưa từng tập luyện sử dụng Mjolnir, nên Steve bị Thanos áp đảo hoàn toàn. 
Trong lúc tình hình đang nguy cấp, Strange, Wong cùng đội quân pháp sư xuất hiện, họ triệu tập các siêu anh hùng và các đội quân của Wakanda, Asgard, Ravagers, gồm tất cả những người sống sót hoặc đã được hồi sinh, cộng thêm Scott hóa khổng lồ và những người được anh giải cứu bao gồm Banner, Rhodes và Rocket. Danvers từ vũ trụ quay về đã phá hủy con tàu của Thanos, tiếp viện cho Avengers chống lại Thanos và binh đoàn của hắn. Sau một trận chiến dai dẳng và kịch liệt, với việc phần lớn siêu anh hùng đang bận chiến đấu không thể chống đỡ nổi đoàn quân xâm lăng. Thanos cướp được chiếc găng, nhưng trong nỗ lực giằng co tưởng như vô ích, Tony đã lén dịch chuyển các viên đá vào tay bộ giáp Mark LXXXV của mình. Anh búng tay xóa sổ Thanos cùng toàn bộ tay sai của hắn, nhưng sức mạnh quá lớn của các viên đá về sau cũng cướp đi mạng sống của anh.
Sau đám tang của Tony Stark, Thor nhường ngai vàng của Asgard cho Valkyrie và gia nhập nhóm Vệ binh dải Ngân Hà (Guardians of the Galaxy). Valkyrie về sau trở thành thị trưởng thị trấn New Asgard. Quill bắt đầu đi tìm Gamora. Steve đem trả các Viên đá và cây búa Mjolnir về đúng với vị trí của chúng trong quá khứ, rồi quyết định sống nốt quá khứ mà anh đã bỏ lỡ sau khi bị đóng băng vào năm 1945, bằng cách chui vào một dòng thời gian lỗi. Ở hiện tại, Steve, nay đã già và trở về tử quá khứ, trao chiếc khiên từ quá khứ của mình cho Sam Wilson. Kết thúc phim là cảnh hạnh phúc của Steve trong dòng thời gian nêu trêu, khi được khiêu vũ cùng với người vợ đã cưới là Peggy Carter rồi họ hôn nhau. Sau phần danh đề, đặc biệt là phân đoạn tri ân sáu thành viên đầu tiên của đội Avengers, là vài tiếng rèn kim loại vang lên trong lúc logo Marvel Studios xuất hiện, đây là âm thanh khi Stark đang rèn bộ áo giáp Mark I, như một sự tưởng niệm với anh.

## Nội dung phụ
Ở sự kiện du hành thời gian đến Morag năm 2014, Thanos lúc giam giữ Nebula của tương lai, đã biết được kế hoạch mà các Avengers tương lai đang thực hiện. Sau khi cử Nebula của 2014 làm nội gián, lực lượng hùng hậu của Thanos đã "tập dượt" bằng cách đến Trái Đất xâm lược. Do Trái Đất năm 2014 chưa có bất cứ sự chuẩn bị cũng như chưa trang bị một hiểu biết nào về Thanos, và cả Vision lẫn Ultron đều chưa ra đời, nên họ nhanh chóng bại trận. Thanos đã tàn sát các lực lượng bảo vệ, bao gồm Avengers, chỉ có Tony còn sống. Viễn cảnh này xảy ra ở thực tại bị phân nhánh, chứ không xảy ra ở dòng thời gian chính của phim. Tuy nhiên, Tony Stark ở năm 2015 trong lúc bị Wanda thao túng tâm trí, đã nhìn thấy viễn cảnh này.
Ở phần 3 (Infinity War) Strange đã dùng đá thời gian xem qua 14 triệu khả năng mà lực lượng phe trái đất đã chiến đấu với Thanos, nhưng ông chỉ xem được 1 kết quả phe Trái Đất giành chiến thắng. Ông đánh đổi đá thời gian để cứu Tony sống, rồi cuối trận chiến trong Endgame ông đã ra hiệu cho Tony giành lấy cả 6 viên đá khi Thanos cướp chiếc găng.

## Diễn viên

### Nhân vật chính
- Robert Downey Jr. vai Tony Stark / Iron Man (Người Sắt): Thành viên sáng lập nhóm Avengers, là thiên tài, tỷ phú, dân chơi và nhà từ thiện. Anh được trang bị bộ giáp cường lực tự chế.[15][16] Anh em đạo diễn Russo cho biết Downey là diễn viên duy nhất được đọc trọn vẹn kịch bản phim này.[17]
- Chris Evans vai Steve Rogers / Captain America (Đội trưởng Mỹ): Thủ lĩnh nhóm Avengers và một cựu chiến binh từ Thế chiến II. Anh được tăng cường sức mạnh và tâm trí đến tiềm năng tối đa của bản thân bằng Huyết thanh Siêu Chiến binh, rồi trở thành siêu anh hùng Captain America.[18]
- Mark Ruffalo vai Bruce Banner / Hulk (Người khổng lồ xanh): Thành viên của nhóm Avengers, là một nhà thiên tài khoa học. Sau khi nhiễm phóng xạ gamma trong vụ nổ ở phòng thí nghiệm, Bruce biến thành người khổng lồ da màu xanh lá cây được gọi là Hulk mỗi khi anh tức giận.[19] Nhân vật này sẽ hoàn tất "bộ ba phim" của mình sau khi được xây dựng và phát triển trong Thor: Tận thế Ragnarok và Avengers: Cuộc chiến vô cực do vấn đề bản quyền.[20]
- Chris Hemsworth vai Thor (Thần sấm): Thành viên nhóm Avengers, vua của vương quốc Asgard.[18] Trong Avengers: Cuộc chiến vô cực, Thor có vũ khí mới là rìu Stormbreaker, sau khi búa Mjolnir của anh bị phá hủy (trong Thor: Tận thế Ragnarok).[21]
- Scarlett Johansson vai Natasha Romanoff / Black Widow (Góa phụ đen): Thành viên nhóm Avengers, gián điệp được huấn luyện ở cấp độ cao, cựu đặc vụ của hai tổ chức KGB và S.H.I.E.L.D.[16][22]
- Jeremy Renner vai Clint Barton / Hawkeye (Mắt diều hâu) / Ronin (Lãng nhân): Thành viên nhóm Avengers, bậc thầy cung thủ. Clint từng là thành viên của tổ chức S.H.I.E.L.D. trước khi anh gia nhập nhóm Avengers.[23][24] Trong phim, Clint sẽ mặc trang phục giống như trang phục của Ronin trong truyện tranh.[25][26]
- Don Cheadle vai James "Rhodey" Rhodes / War Machine (Cỗ máy chiến tranh): Thành viên nhóm Avengers, cựu sĩ quan của lực lượng Không Quân Hoa Kỳ, cộng sự của Tony Stark. Anh sử dụng bộ giáp War Machine do Tony chế tạo.[27]
- Paul Rudd vai Scott Lang / Ant-Man (Người Kiến): Một tên trộm hoàn lương. Sau khi ra tù, anh được tiến sĩ Hank Pym trao cho bộ đồ Ant-Man - bộ giáp giúp anh phóng to và thu nhỏ cơ thể mình và khiến anh trở nên siêu khoẻ.[16]
- Brie Larson vai Carol Danvers / Captain Marvel (Đại úy Marvel): Cựu phi công của lực lượng Không Quân. Sau khi Carol hấp thụ năng lượng của động cơ tốc độ ánh sáng trong Đại úy Marvel (2019), cô trở nên siêu khoẻ, siêu nhanh, có thể bay và có khả năng phóng và hấp thụ năng lượng.[28][29]
- Karen Gillan vai Nebula: Thành viên nhóm Vệ binh Dải Ngân hà. Cô là em gái của Gamora và cũng là con gái nuôi của Thanos. Cô luôn thua trước chị mình trong các cuộc đấu tay đôi, và những bộ phận cơ thể của cô bị tổn hại sau mỗi trận như thế được ông ta thay bằng máy móc. Điều này khiến cô hay mâu thuẫn và hiếu thắng trước Gamora cho đến khi hai chị em hòa giải với nhau (trong Vệ binh dải Ngân Hà 2).[30]
- Danai Gurira vai Okoye: Chỉ huy của lực lượng Dora Milaje, lực lượng đặc biệt bao gồm các nữ chiến binh của vương quốc Wakanda. Cô đồng thời cũng là vệ sĩ của vua T-Challa.[31]
- Benedict Wong vai Wong: Bậc thầy phép thuật, người có nhiệm vụ bảo vệ những quyển sách và các thánh tích ở Kamar-Taj.[32]
- Jon Favreau vai Happy Hogan: Cựu giám đốc lực lượng an ninh của tập đoàn Stark Industries. Anh là tài xế và vệ sĩ của Tony Stark.[33]
- Bradley Cooper lồng tiếng Rocket: Thành viên nhóm Vệ binh Dải Ngân hà và là một con gấu mèo được biến đổi bằng thí nghiệm. Vì từng là lính đánh thuê nên Rocket có khả năng chế tạo và sử dụng nhiều loại vũ khí.[34] Diễn viên Sean Gunn thực hiện hoạt ảnh kỹ xảo cho nhân vật này.[35]
- Gwyneth Paltrow vai Virginia "Pepper" Potts: Vợ chưa cưới của Tony Stark. Cô là CEO của tập đoàn Stark Industries do Tony thành lập.[33] Trong phim, cô sẽ mặc bộ giáp Rescue, một bộ giáp gần giống với bộ giáp của Iron Man.[36]
- Josh Brolin vai Thanos: Một tên Titan điên loạn đã thu thập thành công đầy đủ 6 Viên Đá Vô Cực để tiêu diệt một nửa số sinh vật trong vũ trụ.[37][38] Diễn viên Josh Brolin vừa lồng tiếng vừa thực hiện hoạt ảnh kỹ xảo cho nhân vật này.[39]

### Nhân vật khác
- Tom Holland vai Peter Parker / Spider-Man (Người Nhện): Học sinh trường trung học ở Queens. Cậu sở hữu những khả năng của loài nhện sau khi bị một con nhện biến đổi gen cắn.[40]
- Vin Diesel lồng tiếng cho Groot: Thành viên nhóm Vệ binh Dải Ngân hà, với hình dạng cái cây nhìn giống người.[41] Diễn viên Terry Notary thực hiện hoạt ảnh kỹ xảo cho nhân vật này.[42]
- Evangeline Lilly vai Hope van Dyne / Wasp (Chiến binh ong): Con gái của tiến sĩ Hank Pym và Janet Van Dyne. Cô được thừa hưởng bộ giáp Wasp mới từ mẹ mình - bộ giáp có các chức năng tương tự bộ giáp Ant-Man, cùng với hai đôi cánh ong và cặp súng Wasp (Wasp sting).[43]
- Sebastian Stan vai Bucky Barnes / Winter Soldier (Chiến binh mùa đông): Cựu chiến binh, đồng minh và cũng là bạn thân nhất của Steve Rogers.[21]
- Dave Bautista vai Drax the Destroyer: Thành viên nhóm Vệ binh Dải Ngân hà, chiến binh với cơ thể cao to, vạm vỡ và kỹ năng chiến đấu giỏi. Anh có mối thù sâu đậm với Thanos vì hắn đã giết hại gia đình anh.[44]
- Chris Pratt vai Peter Quill / Star-Lord (Chúa tể các vì sao): Đội trưởng nhóm Vệ binh Dải Ngân hà. Anh có cha là Celestial và mẹ là người Trái Đất. Sau khi mẹ Peter qua đời, anh bị bắt cóc khỏi Trái Đất và được nuôi bởi Ravagers, nhóm lính đánh thuê người ngoài hành tinh.[45]
- Zoe Saldana vai Gamora: Thành viên nhóm Vệ binh Dải Ngân hà. Con gái nuôi được yêu quý nhất của Thanos và là người yêu của Peter Quill.[46]
- Pom Klementieff vai Mantis: Thành viên nhóm Vệ binh Dải Ngân hà với khả năng ngoại cảm.[7]
- Elizabeth Olsen vai Wanda Maximoff / Scarlet Witch (Phù thủy đỏ): Thành viên nhóm Avengers, người yêu của Vision. Cô sở hữu phép thuật, khả năng điều khiển tâm trí của người khác và di chuyển đồ vật bằng ý nghĩ.[45]
- Anthony Mackie vai Sam Wilson / Falcon (Chim Ưng): Thành viên nhóm Avengers, cựu nhân viên cứu hộ của lực lượng Không Quân Hoa Kỳ. Anh từng được quân đội huấn luyện để bay và chiến đấu bằng đôi cánh có thiết kế đặc biệt.[47]
- Benedict Cumberbatch vai Stephen Strange / Sorcerer Supreme (Phù thủy tối thượng): Pháp sư bậc thầy, cựu bác sĩ giải phẫu thần kinh. Anh có khả năng điều khiển thời gian bằng Con mắt của Agamotto - vật chứa Viên Đá Thời Gian.[48]
- Chadwick Boseman vai T'Challa / Black Panther (Chiến binh báo đen): Quốc vương Wakanda ở châu Phi. Anh sở hữu bộ giáp Black Panther, với hình dạng báo đen, cùng với hàng loạt công nghệ hiện đại của dân tộc mình.[49]
- Letitia Wright vai Shuri: Em gái 16 tuổi của vua T'Challa, đồng thời cô cũng là người thiết kế công nghệ cho vương quốc Wakanda.[41][49][50]
- Michael Douglas vai Hank Pym: Người Kiến đời đầu, chồng của Janet Van Dyne và là cha của Hope van Dyne
- Michelle Pfeiffer vai Janet van Dyne: Wasp đời đầu, vợ của Hank Pym và là mẹ của Hope.
- Cobie Smulders vai Maria Hill: một cựu nhân viên trong tổ chức S.H.I.E.L.D và là cánh tay phải của Nick Fury.
- Samuel L. Jackson vai Nick Fury: Cựu giám đốc của tổ chức S.H.I.E.L.D, đồng thời ông cũng là người thành lập dự án Avengers Initiative và tập hợp 6 thành viên gốc (Captain America, Iron Man, Thor, Hulk, Hawkeye và Black Widow) của nhóm Avengers.[41]

Đồng thời, trở lại còn có các thành viên trong nhóm Black Order: Tom Vaughan-Lawlor vai Ebony Maw, Michael James Shaw vai Corvus Glaive, Terry Notary vai Cull Obsidian, và Monique Ganderton vai Proxima Midnight.
Trở lại với các vai diễn trong các bộ phim trước đây của MCU bao gồm Tessa Thompson vai Valkyrie, Rene Russo vai Frigga, John Slattery vai Howard Stark, Tilda Swinton vai Thượng cổ tôn giả, Hayley Atwell vai Peggy Carter, Marisa Tomei vai May Parker, Taika Waititi vai Korg, Maximiliano Hernándezvai Jasper Sitwell, Callan Mulvey vai Jack Rollins, Frank Grillo vai Brock Rumlow, Jacob Batalon vai Ned, Robert Redford vai Alexander Pierce, Ty Simpkins vai Harley Keener, Winston Duke vai M'Baku, Angela Bassett vai Ramonda, William Hurt vai Thaddeus Ross, Ross Marquand vai Red Skull và Kerry Condon lồng tiếng cho F.R.I.D.A.Y., trí tuệ nhân tạo của Tony Stark. James D'Arcy diễn lại vai Edwin Jarvis từ series phim truyền hình Agent Carter của MCU, khiến cho đây là lần đầu tiên một diễn viên có nhân vật được giới thiệu trong một series phim truyền hình của vũ trụ điện ảnh Marvel xuất hiện trong một bộ phim điện ảnh của vũ trụ điện ảnh này.
Ngoài ra, Hiroyuki Sanada vào vai Akihiko, người đứng đầu băng nhóm Yakuza chạm trán Barton ở Tokyo. Emma Fuhrmann vào vai phiên bản thiếu niên của Cassie Lang, con gái của Scott Lang. Lexi Rabe vào vai Morgan Stark, con gái của Tony Stark và Pepper Potts. Katherine Langford ban đầu được chọn vào vai phiên bản lớn tuổi hơn của Morgan Stark, nhưng sau cùng vai của cô đã bị cắt do phân cảnh có mặt cô không để lại nhiều ý nghĩa cho các khán giả trong buổi chiếu thử. Đồng tác giả của Avengers, Stan Lee, vào vai một người lái xe (được trẻ hóa bằng kỹ xảo) vào năm 1970, vai cameo cuối cùng của ông trước khi đột ngột qua đời.. Ken Jeong và Yvette Nicole Brown lần lượt thủ vai khách mời trong vai nhân một nhân viên bảo vệ kho lưu trữ và một đặc vụ của tổ chức S.H.I.E.L.D.. Đồng đạo diễn Joe Russo (trong phim được liệt kê là Gozie Agbo) có một vai khách mời, trong vai một người đồng tính nam đau buồn trước sự mất mát đột ngột của một người thân yêu, đây cũng là lần đầu tiên mà một nhân vật đồng tính luyến ái công khai được miêu tả trong một bộ phim của Vũ trụ Điện ảnh Marvel. Ava và Lia, con gái của Joe Russo, lần lượt thủ vai con gái của Barton, Lila, và một người hâm mộ của Hulk. Người sáng tạo ra nhân vật Thanos, Jim Starlin, cũng góp mặt trong phim, trong vai một người đau buồn.

## Sản xuất

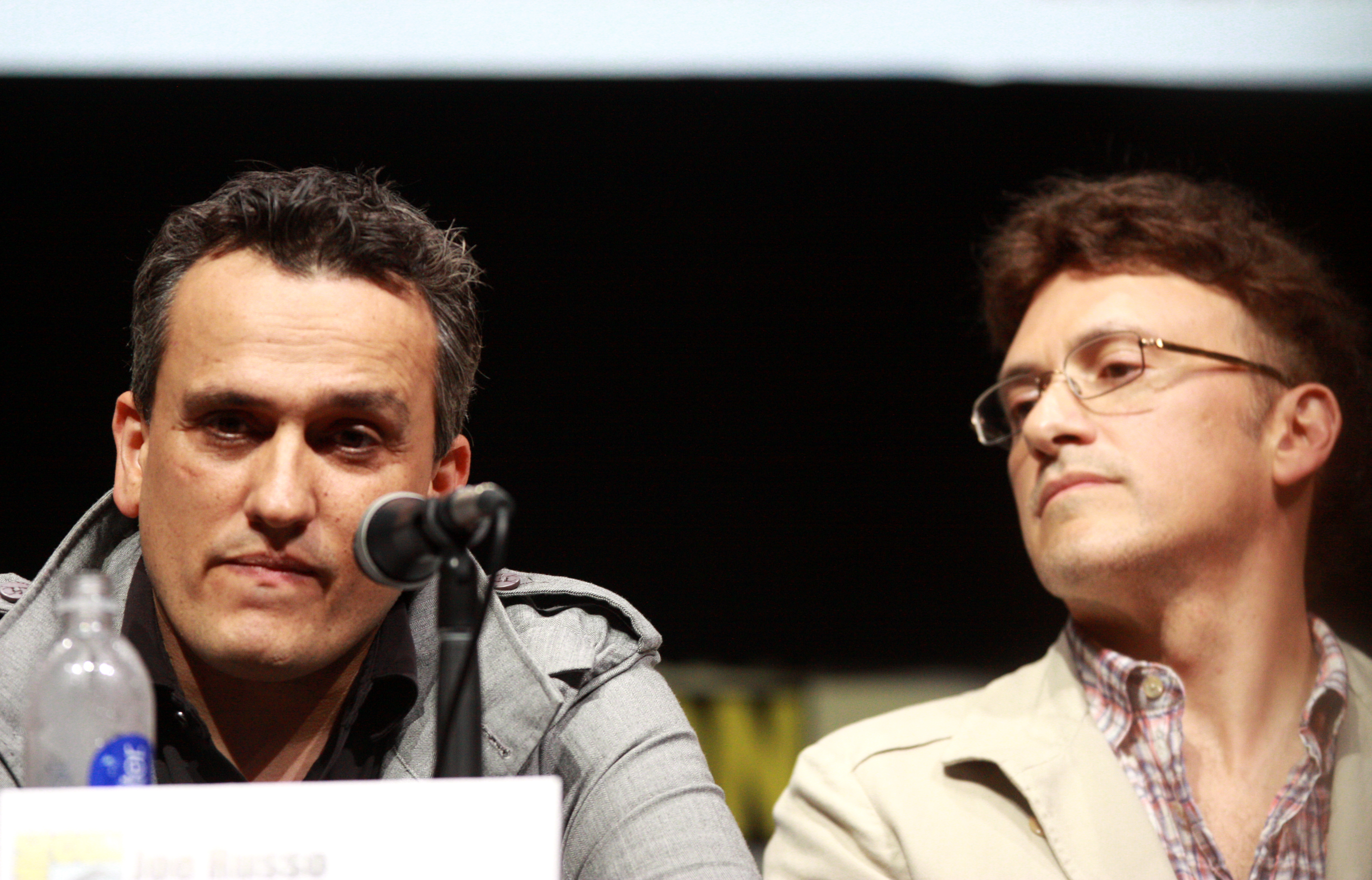
Anh em nhà Russo, đạo diễn của Avengers: Hồi kết.

Vào tháng 10 năm 2014, Marvel tuyên bố rằng phần tiếp theo của Avengers: Đế chế Ultron sẽ là Avengers: Cuộc chiến vô cực gồm 2 phần: phần 1 được lên kế hoạch phát hành vào ngày 4 tháng 5 năm 2018 và phần 2 được lên kế hoạch phát hành vào ngày 3 tháng 5 năm 2019. Vào tháng 4 năm 2015, anh em Russo tiết lộ rằng họ sẽ nhận lời làm đạo diễn cho cả hai phần phim, với dự định bắt đầu quay phim vào năm 2016. Một tháng sau đó, Christopher Markus và Stephen McFeely ký hợp đồng sáng tác kịch bản cho cả hai phần phim. Vào tháng 5 năm 2016, anh em Russo tiết lộ rằng họ sẽ đặt lại tựa đề cho cả hai phần phim, đồng thời phủ nhận những ý kiến cho rằng đây là một phim lớn được chia thành 2 phần. Tháng 7 năm đó, Marvel xoá bỏ tựa đề của phần 2 và chỉ gọi phần 2 đơn giản là Untitled Avengers film. Chủ tịch Kevin Feige và anh em Russo cho rằng việc đặt tựa đề cho phim bị tạm hoãn vì tựa đề sẽ làm lộ nội dung của phim cũng như làm lộ nội dung của Avengers: Cuộc chiến vô cực.
Avengers: Hồi kết được khởi quay vào tháng 8 năm 2017 tại hãng phim Pinewood Atlanta Studios ở Quận Fayette, Georgia và kết thúc vào tháng 1 năm 2018. Cùng với phần trước là Avengers: Cuộc chiến vô cực, đây là phim Hollywood đầu tiên được quay hoàn toàn bằng máy quay kỹ thuật số IMAX. Những cảnh quay bổ sung được thực hiện ở 2 quận Dutchess và Ulster ở New York vào tháng 6 năm 2018. Những cảnh phim cần quay lại được thực hiện vào tháng 9 và tháng 10 năm 2018. Quá trình quay lại vài cảnh trong phim cũng được thực hiện vào tháng 1 năm 2019. Evans và Hemsworth được trả 15 triệu USD sau khi tham gia phim.
Tựa đề Avengers: Hồi kết chính thức được công bố và trailer đầu tiên của phim chính thức được đăng tải lên mạng vào ngày 7 tháng 12 năm 2018, đồng thời ngày khởi chiếu của phim tại Hoa Kỳ được công bố là ngày 26 tháng 4 năm 2019. Các hiệu ứng hình ảnh trong phim được tạo bởi Industrial Light & Magic, Weta Digital, DNEG, Framestore, Cinesite, Digital Domain, Rise, Lola VFX, Cantina Creative, Capital T, Technicolor VFX và Territory Studio. Jeffrey Ford và Matthew Schmidt thực hiện vai trò dựng phim.

## Âm nhạc
Vào tháng 6 năm 2016, Alan Silvestri, người soạn nhạc cho The Avengers, cho biết ông sẽ là người soạn nhạc cho cả Avengers: Infinity War lẫn Avengers: Hồi kết. Anh em Russo và Silvestri bắt đầu soạn nhạc cho phim vào đầu tháng 11 năm 2018. Bản nhạc được hoàn thành vào cuối tháng 3 năm 2019. Album nhạc nền của phim chính thức ra mắt vào ngày 26 tháng 4 năm 2019 dưới nhãn hiệu Marvel Music và Hollywood Records, với 35 bài chính thức được dùng vào phim.
Silvestri mô tả bản nhạc là có giai điệu linh hoạt nhất của nhượng quyền thương mại, từ " bộ gõ sấm sét và tiếng kèn đồng mạnh mẽ "cho các chuỗi hành động cho âm nhạc lấy cảm hứng từ nhạc jazz tối giản cho Ant-Man và cõi lượng tử. Silvestri lấy lại chủ đề của mình từ các bộ phim Avengers trước đó và Captain America: Kẻ báo thù đầu tiên, chẳng hạn như tài liệu anh viết cho Thanos và Infinity Stones trong Avengers: Cuộc chiến vô cực. Anh ấy đã tìm thấy việc viết nhạc để kết thúc câu chuyện sâu sắc của Captain America, vì anh ấy đã "ở trên hành trình này với anh ấy từ đầu". Nhạc phim của bộ phim cũng sử dụng chủ đề Ant-Man của Barshe Beck, chủ đề Doctor Strange của Michael Giacchino và chủ đề Captain Marvel của Pinar Toprak. Ngoài ra, các bài hát "Come and Get Your Love" của Redbone và "It's Been a Long, Long Time" của Jule Styne và Sammy Cahn được sử dụng, sau khi được nghe trước đó trong Vệ binh dải Ngân Hà và Captain America 2: Chiến binh mùa đông tương ứng.
| Avengers: Endgame (Original Motion Picture Soundtrack) | Avengers: Endgame (Original Motion Picture Soundtrack) | Avengers: Endgame (Original Motion Picture Soundtrack) |
| STT                                                    | Nhan đề                                                | Thời lượng                                             |
| ------------------------------------------------------ | ------------------------------------------------------ | ------------------------------------------------------ |
| 1.                                                     | "Totally Fine"                                         | 00:06                                                  |
| 2.                                                     | "Arrival"                                              | 1:49                                                   |
| 3.                                                     | "No Trust"                                             | 3:09                                                   |
| 4.                                                     | "Where Are They?"                                      | 3:12                                                   |
| 5.                                                     | "Becoming Whole Again"                                 | 3:48                                                   |
| 6.                                                     | "I Figured It Out"                                     | 4:30                                                   |
| 7.                                                     | "Perfectly Not Confusing"                              | 4:46                                                   |
| 8.                                                     | "You Shoudn't Be Here"                                 | 3:33                                                   |
| 9.                                                     | "The Hows Work"                                        | 3:50                                                   |
| 10.                                                    | "Snap Out of It"                                       | 2:24                                                   |
| 11.                                                    | "So Many Stairs"                                       | 1:51                                                   |
| 12.                                                    | "One Shot"                                             | 2:04                                                   |
| 13.                                                    | "Watch Each Other's Six"                               | 3:56                                                   |
| 14.                                                    | "I Can't Risk This"                                    | 4:48                                                   |
| 15.                                                    | "He Gave It Away"                                      | 3:42                                                   |
| 16.                                                    | "The Tool of a Thief"                                  | 2:58                                                   |
| 17.                                                    | "The Measure of a Hero"                                | 3:05                                                   |
| 18.                                                    | "Destiny Fulfilled"                                    | 4:05                                                   |
| 19.                                                    | "In Plain Sight"                                       | 3:14                                                   |
| 20.                                                    | "How Do I Look?"                                       | 2:06                                                   |
| 21.                                                    | "Whatever It Takes"                                    | 2:56                                                   |
| 22.                                                    | "Not Good"                                             | 1:53                                                   |
| 23.                                                    | "Gotta Get Out"                                        | 2:38                                                   |
| 24.                                                    | "I Was Made for This"                                  | 4:37                                                   |
| 25.                                                    | "Tres Amigos"                                          | 3:37                                                   |
| 26.                                                    | "Tunnel Scape"                                         | 3:16                                                   |
| 27.                                                    | "Worth It"                                             | 4:15                                                   |
| 28.                                                    | "Portals"                                              | 3:17                                                   |
| 29.                                                    | "Get This Thing Started"                               | 4:54                                                   |
| 30.                                                    | "The One"                                              | 2:98                                                   |
| 31.                                                    | "You Did Good"                                         | 1:57                                                   |
| 32.                                                    | "The Real Hero"                                        | 5:54                                                   |
| 33.                                                    | "Five Seconds"                                         | 1:45                                                   |
| 34.                                                    | "Go Ahead"                                             | 2:57                                                   |
| 35.                                                    | "Main On End"                                          | 3:11                                                   |
| Tổng thời lượng:                                       | Tổng thời lượng:                                       | 1:56:00                                                |

## Phát hành
Phim khởi chiếu tại Trung Quốc, Úc và một vài khu vực ở Châu Á và Châu Âu vào ngày 24 tháng 4 năm 2019, và tại Hoa Kỳ vào ngày 26 tháng 4 năm 2019, dưới định dạng IMAX và 3D. Ban đầu, ngày khởi chiếu dự kiến của phim tại Hoa Kỳ là ngày 3 tháng 5 năm 2019.
Tại Việt Nam, phim được khởi chiếu từ ngày 26 tháng 4 năm 2019, dưới định dạng 2D, 3D và IMAX.

### Quảng bá
Đây là bộ phim có chiến dịch quảng bá lớn nhất trong số những bộ phim của Marvel Studios, tiêu tốn hơn 200 triệu đô la và vượt mức 150 triệu đô la của Infinity War.  Các đối tác quảng cáo bao gồm Stand Up to Cancer, MasterCard, Ulta Beauty, chiếc xe Audi e-tron GT Concept (cũng có trong phim), McDonald's, GEICO, Coca-Cola, Google, General Mills, Hertz, Ziploc, Oppo và Synchrony Financial.
Trước ngày phát hành của bộ phim một năm, Germain Lussier của trang blog io9 lên tiếng về cách mà Marvel có thể quảng bá cho phim, đặc biệt là sau Avengers: Cuộc chiến vô cực, khi mà nhiều siêu anh hùng đã hy sinh trong phim. Anh đặt câu hỏi liệu những nhân vật đó có xuất hiện trên các áp phích và các chiến dịch bán đồ chơi hay không, và liệu các diễn viên đóng vai những nhân vật đã hy sinh có tham gia vào các sự kiện báo chí về việc phát hành bộ phim không. Lussier cho rằng, Disney và Marvel có thể tập trung vào các thành viên gốc của đội Avengers, vốn chiếm phần lớn các thành viên còn sót lại, nhưng anh cũng nhận xét rằng, việc đưa các nhân vật đã chết sống lại sẽ có lợi hơn nhiều, vì nó sẽ "tạo bí ẩn và gây ra sự tò mò — làm thế nào mà họ sống lại được? Việc này có thể tạo ra một mức độ quan tâm hoàn toàn mới cho bộ phim, trong khi vẫn có mặt các ngôi sao chính ở trên và ngay giữa trung tâm áp phích, như một lẽ tự nhiên."
Vào tháng 6 năm 2018, Feige đã trả lời về vấn đề này, nói rằng những nhân vật đã hy sinh trong phim sẽ không xuất hiện trong bất kỳ hoạt động tiếp thị nào cho bộ phim, mặc dù điều này có thể thay đổi. Ông đã trình chiếu một đoạn phim hậu trường của nơi quay phim tại CineEurope, và nói rằng chiến dịch quảng bá chính thức cho bộ phim sẽ bắt đầu vào cuối năm 2018 cùng với thông báo về tựa đề của bộ phim. Đầu tháng 12 năm 2018, trước khi trailer đầu tiên được phát hành, cây bút Graeme McMillan của The Hollywood Reporter đã nói về "cơn sốt trông chờ" xung quanh trailer phim. McMillan nhận xét rằng, điểm đáng chú ý nhất của sự trông chờ này là nó chủ yếu "được các fan tạo ra mà không phải nhờ sự dẫn dắt rõ ràng nào từ phía Marvel hay các nhà làm phim" và sự hiểu biết của mọi người về bộ phim mà không cần bất kì thể loại quảng bá nào là "một sự nhận thức về thương hiệu mà gần như mọi xưởng phim đều sẵn sàng bất chấp tất cả để có được". Chính vì điều này mà McMillan xin Marvel đừng tung ra bất kì trailer nào cho bộ phim vì "mức độ hào hứng đang chờ sẵn ngoài kia cho bộ phim... và sẽ chỉ có thể tăng hơn nữa khi ngày phát hành đến gần".
Đoạn trailer đầu tiên cho bộ phim được phát hành vào ngày 7 tháng 12 năm 2018. Dustin Sandoval, phó chủ tịch tiếp thị kỹ thuật số của Marvel Studios, cho biết nhóm tiếp thị "chủ động đưa ra lựa chọn không đưa tiêu đề hoặc hashtag của bộ phim vào post thông báo ra mắt trailer để người hâm mộ có thể thấy tiều đề ở cuối trailer mà không tiết lộ quá nhiều nội dung". Richard Newby, cũng của The Hollywood Reporter cảm thấy, trong khi không có nhiều thông tin mới được tiết lộ trong trailer, nó "đưa ra một cái nhìn thoáng qua về một vũ trụ không thể nhận ra" và cho phép người xem "ngồi, đúng như vậy, với kết thúc của Infinity War và câu hỏi về sự mất mát của chúng tôi". Newby cũng lưu ý cách đoạn giới thiệu "gọi lại sự khởi đầu của MCU... [vì] ngôn ngữ hình ảnh được sử dụng trong đoạn phim thực hiện một cách tuyệt vời, bằng cách làm nổi bật sự khởi đầu khiêm tốn của những nhân vật này", và kết luận nó để lại cho người xem "nhiều câu hỏi hơn chúng tôi đã có trước đây". Austen Goslin của Polygon chỉ ra rằng tiêu đề không chỉ đề cập đến một câu chuyện mà Doctor Strange nói với Tony Stark trong Avengers: Cuộc chiến vô cực, mà còn là một câu nói của Stark trong Avengers: Đế chế Ultron. Goslin, người cảm thấy đây là "có lẽ [không] là một tai nạn", nói: "Khung cảnh xung quanh dòng này trong Age of Ultron là một trong những người quan trọng nhất trong phim. Mọi thứ có vẻ đen tối, và nhóm anh hùng phải đối mặt với kẻ thù mà họ không nghĩ rằng họ có thể đánh bại". Như vậy, đoạn trailer của Endgame "phản chiếu điều này một cách hoàn hảo" và "cho chúng ta thấy rằng hai nhân vật nổi bật nhất của Avengers là người mà họ có luôn luôn là: Iron Man, một người bi quan luôn chiến đấu bất kể mọi thứ trông có vẻ vô vọng như thế nào, và Captain America, một người lạc quan tin rằng không có gì là vô vọng khi các siêu anh hùng của thế giới chiến đấu cùng nhau". Đoạn phim trailer đầu tiên được 288 triệu lượt xem trong 24 giờ đầu tiên, trở thành trailer được xem nhiều nhất trong khoảng thời gian đó, vượt qua kỷ lục của Avengers: Cuộc chiến vô cực (230 triệu lượt xem). Đoạn trailer cũng lập kỷ lục trên Twitter về cuộc bình luận cho một đoạn phim trailer trong 24 giờ đầu tiên tạo ra 549.000 đề cập/bình luận. Đến ngày 3 tháng 1 năm 2019, BoxOffice đã tiết lộ dịch vụ thảo sát số liệu "Trailer Impact" của họ cho thấy khoảng 77–78% số người được khảo sát đã xem đoạn trailer Endgame trong ba tuần qua bày tỏ sự thích thú khi xem bộ phim. Trong ba tuần, thảo sát "Trailer Impact", cho biết đây là phim có sự quan tâm số một, và có hai phần trăm số người được hỏi bày tỏ sự quan tâm khi xem bộ phim kể từ khi giới thiệu dịch vụ vào tháng 3 năm 2018.
Đoạn trailer thứ hai cho bộ phim, cùng với poster phát hành phim, được phát hành vào ngày 14 tháng 3 năm 2019. Poster có 13 nhân vật, có 12 trong số những diễn viên được liệt kê trên hàng đầu của poster phim, ngoại trừ Danai Gurira. Mặc dù tên của Gurira xuất hiện trong hàng dưới cùng của poster cùng với Benedict Wong, Jon Favreau và Gwyneth Paltrow (không ai trong số họ được nêu trên poster), việc không thêm tên cô vào hàng đầu đã khiến người hâm mộ chỉ trích. Petrana Radulovic của Polygon cho biết, để ghi tên diễn viên trên áp phích "là một quá trình phức tạp" và "thiếu sót của Gurira trong hàng đầu của poster ít quyết định có ý thức hơn so với việc phân chia các đại lý, lệ phí và nhu cầu của ngôi sao điện ảnh". Tuy nhiên, sau đó ngay trong ngày, Marvel Studios đã phát hành poster mới, cập nhật với tên của Gurira trong hàng đầu của Poster. Đoạn trailer thứ hai được 268 triệu lượt xem trong 24 giờ đầu tiên, trở thành đoạn trailer được xem nhiều thứ hai trong khoảng thời gian đó, chỉ sau trailer đầu tiên của bộ phim.

## Đón nhận

### Doanh thu phòng vé

#### Doanh thu đặt trước
Cuối tháng 12 năm 2018, Avengers: Hồi kết xếp thứ 2 trong danh sách phim được mong chờ nhất năm 2019 theo trang IMDb và là phim bom tấn được mong chờ nhất năm 2019 theo dịch vụ bán vé trực tuyến Fandango, đồng thời cũng là phim được mong chờ nhất nói chung theo trang Atom Tickets.
Do nhu cầu mua vé cao khi vé bán trước có sẵn vào ngày 2 tháng 4 năm 2019, khách hàng mua vé trước trên cả Atom Tickets và Fandango đã trải qua thời gian chờ đợi lâu và sự chậm trễ của hệ thống, trong khi trang web và ứng dụng của AMC Theatres bị sập hoàn toàn trong vài giờ. Cùng ngày, Fandango công bố bộ phim đã trở thành từ khóa phim được tìm kiếm nhiều nhất trước khi bán trong 24 giờ đầu tiên, phá vỡ kỷ lục của Star Wars: Thần lực thức tỉnh chỉ trong vòng 6 giờ. Atom cho biết đây cũng là bộ phim đầu tiên bán chạy nhất của họ (nhiều gấp 4 lần so với Aquaman: Đế vương Atlantis) và Regal Cinemas báo cáo rằng phim đã bán được nhiều vé hơn trong 8 giờ đầu tiên so với Avengers: Cuộc chiến vô cực đã làm trong toàn bộ tuần đầu tiên. Chỉ riêng bộ phim đã thu về hơn 120 triệu đô la tiền bán vé.
Tại Ấn Độ, bộ phim đã bán được một triệu vé chỉ trong một ngày cho các buổi chiếu tiếng Anh, tiếng Hindi, tiếng Tamil và tiếng Telugu; trung bình bán được 18 vé đã được bán mỗi giây. Tại Trung Quốc, vé bán trước có sẵn từ ngày 12 tháng 4 năm 2019 và đã đạt được kỷ lục bán 1 triệu vé chỉ trong 6 giờ đầu tiên và cũng đã vượt qua số vé mà Avengers: Cuộc chiến vô cực đã bán được trong 24 giờ đầu tiên., và doanh thu đã lên đến 114.500.000 $ (770 triệu Nhân dân Tệ) chỉ từ tiền bán vé của phim.
Tại Việt Nam, tình trạng cháy vé phim đã xuất hiện ngay từ khi mở bán từ 1 tuần trước khi công chếu phim. Theo Báo Thanh Niên, trong vòng 24 giờ kể từ khi mở bán từ 18 giờ ngày 18 tháng 4 năm 2019, số lượng vé bán ra đã hơn 200.000 vé, uớc tính giá thị trường là hơn 19 tỉ đồng. Được xem là kỷ lục mở bán sớm tại Việt Nam từ trước đến nay, đã phá kỉ lục do phim Avengers: Cuộc chiến vô cực trước đó tạo ra với 62.000 vé bán ra tại CGV (ước tính toàn thị trường khoảng 100.000 vé) trong 4 ngày mở bán sớm. Tình trạng cháy vé khiến các hệ thống bán vé quá tải, đã khiến trang thống kê Box Office Vietnam phải ra thông báo về việc thống kê vé bán của phim trên trang web sẽ chênh lệch lớn so với thực tế. Cũng vì tình trang cháy vé, đã xuất hiện tình trạng phe vé, đầu cơ vé và bán lại vé với mức giá cắt cổ trên mạng (gọi là đội giá) của một số đối tượng. Điều này khiến nhiều người xem phim không hài lòng.

#### Doanh thu phòng vé
Vào ngày 4 tháng 4 năm 2019, ngành công nghiệp phim dự báo rằng phim sẽ thu về 200 triệu đến 250 triệu USD trong nước (khu vực bắc Mỹ) vào cuối tuần công chiếu, mặc dù một số người trong cuộc đã xem những con số đó là cũ và mong đợi doanh thu mở màn sẽ đạt từ 260 triệu đến 300 triệu USD. Vào tuần phát hành, ước tính thị trường trong nước đã tăng lên tới 260 đến 270 triệu đô la, với một số người trong cuộc vẫn cho rằng phim ra mắt 300 triệu đô la. Bộ phim sẽ được chiếu ở 4.600 rạp, trong đó 410 phim sẽ ở IMAX; đó là việc phát hành rộng nhất bao giờ hết, vượt qua kỷ lục của Kẻ trộm mặt trăng 3 với 4529 rạp. Trên toàn thế giới, Endgame được dự đoán sẽ thu về khoảng 680 triệu đô la trong năm ngày đầu tiên để ra mắt toàn cầu với 850 triệu đô la. Bộ phim dự kiến thu về 250 đến 280 triệu đô la tại Trung Quốc vào cuối tuần công chiếu.
Tính đến sáng ngày 22 tháng 5 năm 2019, Avengers: Hồi kết đã thu về 775 triệu đô la tại Hoa Kỳ và Canada và 1.845 tỷ đô la ở các lãnh thổ khác, với tổng số tiền trên toàn thế giới là 2.620 tỷ đô la. Đây là bộ phim có doanh thu cao nhất năm 2019, cũng như bộ phim siêu anh hùng có doanh thu cao nhất mọi thời đại, bộ phim có doanh thu cao thứ hai mọi thời đại trên toàn thế giới và cao thứ bảy ở Hoa Kỳ và Canada. Đây cũng là bộ phim MCU có doanh thu cao nhất và bộ phim có doanh thu cao nhất toàn cầu do Walt Disney Studios phát hành,vượt qua Star Wars: Thần lực thức tỉnh 
Bộ phim đã có doanh thu mở màn trên toàn thế giới hơn 1.2 tỷ USD, cao nhất mọi thời đại và gần gấp đôi kỷ lục trước đó của Infinity War là 640.5 triệu đô la. Đây cũng là bộ phim nhanh nhất từng đạt mốc 1 tỷ đô la và 1,5 tỷ đô la, làm như vậy chỉ trong năm ngày và tám ngày tương ứng (chưa bằng một nửa so với Infinity War). Deadline Hollywood ước tính bộ phim sẽ hòa vốn chỉ năm ngày sau khi phát hành, đó là "chưa từng thấy đối với một bộ phin lớn của studio trong cuối tuần mở cửa". Trang web ước tính phim sẽ mang lại lợi nhuận ròng 600 đến 650 triệu đô la, chiếm ngân sách sản xuất, P & A, tham gia tài năng và các chi phí khác, với doanh thu phòng vé và doanh thu phụ trợ từ truyền thông gia đình. Vào ngày 4 tháng 5, lợi nhuận của bộ phim tại các phòng vé toàn cầu đã vượt qua doanh thu của Infinity War và trở thành bộ phim nhanh nhất đạt doanh thu 2 tỷ USD trên toàn thế giới, đạt được doanh thu này trong vòng 11 ngày (đánh bại Avatar đã đạt được cột mốc này trong 47 ngày). Phim cũng trở thành bộ phim thứ năm trong lịch sử điện ảnh vượt qua mốc 2 tỉ USD (sau Avatar, Titanic, Star Wars: The Force Awakens, và Infinity War).
Tính đến 8h sáng ngày 21 tháng 7 năm 2019, bộ phim đã thu về gần 2,79 tỉ đô la sau khi phát hành lại, vượt qua Avatar để trở thành bộ phim có doanh thu (không tính lạm phát) cao nhất mọi thời đại

#### Hoa Kỳ và Canada
Avengers: Hồi kết kiếm được 357,1 triệu đô la vào cuối tuần công chiếu, phá vỡ kỷ lục của Infinity War gần 100 triệu đô la. Nó cũng lập kỷ lục doanh thu ngày thứ Sáu (157,5 triệu đô la, bao gồm 60 triệu đô la từ các bản xem trước vào tối thứ năm), thứ bảy (109,3 triệu đô la) và chủ nhật (90,4 triệu đô la), cũng như tổng doanh thu cao hơn so với mức cao nhất của phòng vé trước đó các phim cộng lại (314 triệu đô la). Bộ phim sau đó kiếm được 36,9 triệu đô la vào thứ hai và 33,1 triệu đô la vào thứ ba, cả hai đều cao thứ ba mọi thời đại. Vào cuối tuần thứ hai, bộ phim đã kiếm được 147,4 triệu đô la (phim thứ hai tốt nhất thứ hai từ trước đến nay) với tổng thời lượng 10 ngày là 621,3 triệu đô la. Đó là bộ phim nhanh nhất vượt qua mốc 600 triệu đô la, đánh bại Star Wars: Thần lực thức tỉnh cao hơn 12 ngày và ít hơn một nửa trong số 26 ngày của Infinity War. Tuần tiếp theo, bộ phim thu về 64,8 triệu đô la, cuối tuần thứ ba hay nhất thứ tư từ trước đến nay. Phim cũng đã vượt mốc 700 triệu đô la, phá vỡ kỉ lục cũ do Star Wars: Thần lực thức tỉnh đã đạt được trong vòng 16 ngày. Sau 3 tuần dẫn đầu doanh thu Bắc Mĩ kể từ khi công chiếu, phim đã mắt ngôi đầu vào tay Sát thủ John Wick: Phần 3 – Chuẩn bị chiến tranh là một bộ phim mới ra mắt vào tuần thứ 4, tuy vậy phim vẫn kiếm được 29.3 triệu đô la, đủ để vượt qua Avatar là bộ phim có doanh thu cao thứ hai công chiếu ở Bắc Mĩ.

#### Toàn cầu
Tại Trung Quốc, Phim đã lập kỷ lục 107.5 triệu Đô la (719 triệu nhân dân tệ) tại nước này vào ngày đầu tiên, bao gồm 28,2 triệu đô la (189 triệu nhân dân tệ) từ nửa đêm qua các suất chiếu từ 3:00 và 6:00 sáng, vượt kỷ lục của Fast & Furious 8 trước đó là 9,1 triệu. Do ngày đầu tiên phá kỷ lục, đã có sự hợp tác bởi sự đánh giá tốt về phim trên các trang đánh giá tại nước này (với 9.1 trên trang tổng hợp đánh giá Douban và 9.3 trên trang web bán vé Maoyan), doanh thu dự kiến ra mắt đã được tăng lên hơn 300 triệu đô la. Không chỉ Trung Quốc, ngày công chiếu chính thức đầu tiên, bộ phim kiếm được 169 triệu đô la vào ngày đầu tiên từ thị trường quốc tế, là phim có doanh thu mở màn cao nhất mọi thời đại. Các quốc gia có doanh thu phim cao sau Trung Quốc là Ấn Độ (9 triệu đô la), Hàn Quốc (8.4 triệu đô la; tổng doanh thu một ngày không nghỉ lớn nhất từ trước đến nay), Úc (7.1 triệu đô la), Pháp (6 triệu đô la) và Ý (5,8 triệu đô la). Giống như trong nước, bộ phim đã kết thúc quá trình công chiếu mở màn và ra mắt tới 866,5 triệu đô la ở nước ngoài. Đây không chỉ là phim doanh thu nước ngoài mở màn cao nhất từ trước đến nay, mà còn vượt qua doanh thu mở màn toàn cầu của Infinity War với 640 triệu đô la. Các quốc gia đóng góp doanh thu phim lớn nhất, mỗi quốc gia đều lập kỷ lục mở cửa tốt nhất, là Trung Quốc (330,5 triệu đô la; 2,22 tỷ nhân dân tệ), Vương quốc Anh (53,8 triệu đô la), Hàn Quốc (47,4 triệu đô la), México (33,1 triệu đô la)), Úc (30,8 triệu đô la), Brazil (26 triệu đô la), Tây Ban Nha (13,3 triệu đô la) và Nhật Bản (13 triệu đô la). Ngoài ra phim cũng kiếm được 21,6 triệu đô la trong bốn ngày đầu tiên ở Nga sau khi trì hoãn buổi ra mắt do chính phủ Nga gây ra.
Trong tuần đầu tiên, năm thị trường quốc tế có doanh thu phim lớn nhất là Trung Quốc (459,4 triệu đô la), Vương quốc Anh (68,2 triệu đô la), Hàn Quốc (60,3 triệu đô la), Mexico (48,6 triệu đô la) và Ấn Độ (40,9 triệu đô la). Một tuần sau khi phát hành, bọ phim đã trở thành bộ phim nước ngoài có doanh thu cao nhất mọi thời đại ở Trung Quốc  và Ấn Độ. Vào cuối tuần thứ hai, Tổng doanh thu công chiếu toàn cầu là 1,569 tỷ đô la từ thị trường quốc tế, vượt qua Titanic là bộ phim có doanh thu cao thứ hai mọi thời đại.

#### Việt Nam
Vào ngày chiếu sớm 25 tháng 4, phim đã thu về 13 tỉ đồng, là phim có doanh thu buổi chiếu sớm cao nhất mọi thời đại. Sau 2 ngày công chiếu (cả ngày chiếu sớm), phim đã thu về hơn 43 tỉ đồng, trong đó ngày ra mắt chính thức có doanh thu là 31 tỷ đồng, là phim có ngày công chiếu cao nhất mọi thời đại tại Việt Nam. Sau 4 ngày công chiếu phim đã thu về 112 tỉ đồng. Đến ngày 2 tháng 5, sau hơn 1 tuần công chiếu (cả buổi chiếu sớm), phim đã đạt doanh thu 231 tỉ đồng (10 triệu USD), là phim có doanh thu ăn khách nhất từ trước đến nay tại Việt Nam, vượt kỷ lục cũ ở màn ảnh Việt do Cua lại vợ bầu tạo ra (191 tỷ đồng). Hiện theo trang thống kê Box Office Vietnam phim đã thu về hơn 270 tỷ 434 triệu đồng tính đến thời điểm hiện tại.

### Đánh giá chuyên môn
Trên trang tổng hợp đánh giá Rotten Tomatoes, Avengers: Hồi kết giữ tỷ lệ đánh giá tích cực là 94 % và dựa trên 451 bài đánh giá, với tỷ lệ trung bình là 8.3/10. Trang cũng cho biết 88% người xem thích phim này dựa trên 31,351 lượt đánh giá cho ra tỉ lệ đánh giá là 4.5/5. Sự đồng thuận quan trọng của trang web có nội dung: "Thú vị, giải trí và gây ảnh hưởng về mặt cảm xúc, Avengers: Hồi kết làm bất cứ điều gì cần thiết để mang đến một trận chung kết Infinity Saga tuyệt vời của Marvel." Trên Metacritic, sử dụng mức trung bình có trọng số, đã chỉ định cho bộ phim số điểm 78 trên 100, dựa trên 56 nhà phê bình, chỉ ra "những đánh giá chung có lợi". CinemaScore thăm dò ý kiến của khán giả về phim đã cho bộ phim loại "A +" hiếm hoi, là bộ phim Marvel thứ ba giành được điểm số này sau Biệt đội siêu anh hùng và Black Panther: Chiến binh Báo Đen, trong khi những người ở PostTrak đánh giá cho phim 5 trên 5 sao và "khuyến nghị xác định" là 85%.
Tại Việt Nam, theo trang Moveek thì đánh giá sự hài lòng của phim lên đến 84%, dựa trên 32 lựot đánh giá và 462 lượt chấm điểm, đa số các đánh giá nhận xét rất tích cực về phim mặc dù một số tỏ ra chán nàn về phim. Còn theo trang Phê Phim thì phim có điểm đánh giá rất cao là 9,6/10, dựa trên 596 lượt đánh giá, đa số đánh giá rất tích cực về phim. Một đánh giá trên trang này do một người dùng có tên "Linh Vetter" viết: "Avengers: Hồi kết vừa là cái kết hoàn hảo cho tất cả những siêu anh hùng chúng ta đã gắn bó trên quãng đường 11 năm qua, vừa là khởi đầu tràn đầy động lực, ý nghĩa cho các siêu anh hùng mới sẽ nối bước bọn họ. Đến bây giờ thì mình đã hoàn toàn cảm thấy bị thuyết phục bởi trí thông minh của Kevin Feige cùng anh em nhà Russo. [...]". Các đánh giá tiêu cực về phim được một số người đánh giá bình luận cho rằng là do họ đi xem phong trào, không tìm hiểu kĩ các phần phim trước trước khi xem phim.
Nhà phê bình AO Scott của tờ New York Times đã đưa ra một đánh giá tích cực mặc dù được thận trọng, nói rằng: "Hồi kết là một tượng đài cho sự thỏa đáng, một viên đá phù hợp cho một doanh nghiệp tìm ra cách đủ tốt để đủ thời gian cho mọi người. Tất nhiên mọi chuyện đã kết thúc: Disney và Marvel vẫn đang tạo ra những nếp nhăn mới trong sự liên tục về tiền bạc. Nhưng anh em nhà Russo đã mang đến cảm giác về một kết thúc, một cơ hội để đánh giá cao những gì đã được thực hiện trước khi thiết lập lại thời gian và tất cả chúng ta đều nhận được trở lại công việc." Justin Chang của Los Angeles Times đã viết rằng " Avengers: Hồi kết đã hoàn thành và đạt được cảm giác cao trào, ngay cả khi nó chỉ rơi vào tình trạng thiếu máu thực sự".
Một số người đã ghi nhận bộ phim là một cải tiến đáng chú ý so với phần trước, Avengers: Cuộc chiến vô cực, như Brian Tallerico của RogerEbert.com, người đã tuyên bố rằng Hồi kết là "một bộ phim tập trung hơn, kiên nhẫn hơn [Cuộc chiến vô cực], ngay cả khi là cốt truyện của phim có liên quan đến nhiều bộ phim trong số 22 phần bộ phim khác." Matt Zoller Seitz, cũng thuộc RogerEbert.com, đã đánh giá tích cực cho bộ phim so với Cuộc chiến vô cực, mà ông cho là "quá đông, quá vội vàng và quá dài". Seitz tuyên bố rằng Hồi kết là "một trải nghiệm chân thành và thỏa mãn", cùng với đó là một "vở hài kịch thoải mái, tự điều khiển nhân vật, tự nhận thức nhưng chân thành [cho] hai phần ba [phim]. Richard Linklater cho biết Phần lớn kịch bản đều làm cho anh sự thoải mái với các siêu anh hùng".

### Giải thưởng
| Giải thưởng             | Ngày trao giải thưởng    | Hạng mục                              | Các đề cử                       | Kết quả   | CT      |
| ----------------------- | ------------------------ | ------------------------------------- | ------------------------------- | --------- | ------- |
| Phim và Truyền hình MTV | Ngày 17 tháng 6 năm 2019 | Phim hay nhất                         | Avengers: Hồi kết               | Đoạt giải | [ 148 ] |
| Phim và Truyền hình MTV | Ngày 17 tháng 6 năm 2019 | Diễn viên đóng vai anh hùng hay nhất  | Robert Downey Jr.               | Đoạt giải | [ 148 ] |
| Phim và Truyền hình MTV | Ngày 17 tháng 6 năm 2019 | Diễn viên đóng vai phản diện hay nhất | Josh Brolin                     | Đoạt giải | [ 148 ] |
| Phim và Truyền hình MTV | Ngày 17 tháng 6 năm 2019 | Trận chiến hay nhất                   | Chris Evans đấu với Josh Brolin | Đề cử     | [ 148 ] |

## Tương lai
Tại San Diego Comic-Con vào tháng 7 năm 2022, Kevin Feige đã công bố 2 phần phim tiếp theo trong tương lai bao gồm Avengers: The Kang Dynasty và Avengers: Secret Wars dự kiến ra mắt lần lượt vào ngày 2 tháng 5 năm 2025 và ngày 7 tháng 11 năm 2025. Hai bộ phim sẽ đóng vai trò là phần kết cho Giai đoạn 6 của MCU. Feige sau đó tuyên bố rằng anh em nhà Russo sẽ không trở lại đạo diễn bộ phim. Ngay sau đó, Destin Daniel Cretton - đạo diễn Shang-Chi và Huyền thoại Thập Luân (2021), được xác nhận là đạo diễn của The Kang Dynasty.